# Los Hacheros
Los Hacheros är en ort i Mexiko.   Den ligger i kommunen Turicato och delstaten Michoacán de Ocampo, i den södra delen av landet, 260 km väster om huvudstaden Mexico City. Los Hacheros ligger 1 906 meter över havet och antalet invånare är 804.
Terrängen runt Los Hacheros är bergig. Runt Los Hacheros är det ganska glesbefolkat, med 25 invånare per kvadratkilometer. Närmaste större samhälle är Puruarán, 7,0 km sydost om Los Hacheros. Omgivningarna runt Los Hacheros är en mosaik av jordbruksmark och naturlig växtlighet.